# Umanism

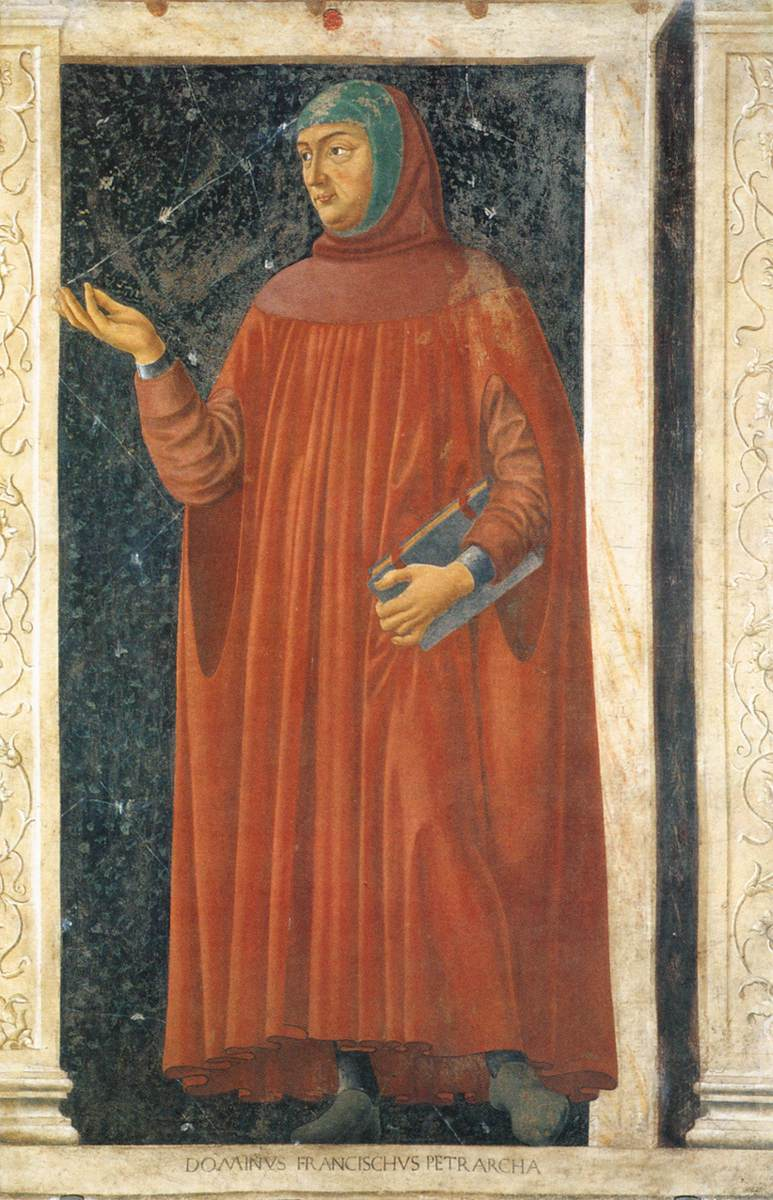
Francesco Petrarca

Termenul de umanism (din latină: humanitas = omenie, umanitate) are două semnificații:
- Poziție filozofică care pune omul și valorile umane mai presus de orice, orientându-se în special asupra omului ca individ. Omul constituie astfel valoarea supremă, este un scop în sine și nu un mijloc. Umanismul implică un devotament pentru căutarea adevărului și moralității prin mijloace umane, în sprijinul intereselor acestora. Axându-se pe capacitatea de autodeterminare, umanismul respinge validitatea justificărilor transcendentale cum ar fi dependența de credință, supranaturalul sau textele pretinse a fi revelații divine. Umaniștii susțin moralitatea universală bazată pe condiția umană ca loc comun, sugerând că soluțiile problemelor sociale și culturale umane nu pot fi provincialiste.
- Mișcare spirituală care stă la baza Renașterii, apărută în Italia în secolul al XIV-lea și care s-a extins în mod progresiv în Europa apuseană până în secolul al XVII-lea. Ea este marcată de reîntoarcerea la textele antichității greco-romane, care servesc ca modele ale modului de viață, de gândire și de creație artistică. Umanismul renascentist sublinia superioritatea literaturii latine și grecești și în special valorile ei în materie de morală personală și publică.[1]

## Istoric
Ca prim reprezentant al umanismului poate fi considerat Protagoras, sofist grec din secolul al V-lea î.Chr., pentru care "omul este măsura tuturor lucrurilor". Termenul de "humanitas" îl întâlnim deja în scrierile lui Cicero, în care omul ocupă un loc aparte printre alte viețuitoare. În Evul Mediu, se vorbește despre "humaniores litterae", care reprezintă ansamblul cunoștințelor profane predate în facultățile de arte (artes liberales), spre deosebire de "diviniores litterae", care își au sursa în studiul Bibliei și sunt predate în facultățile de teologie. În secolul al XVI-lea, "umaniștii" studiau ceea ce ei numeau "umanitățile" (studia humanitatis), înțelegându-se prin aceasta scrierile clasice ale antichității. Pentru acești erudiți ai Renașterii, noțiunea de "humanitas" avea același sens ca în epoca ciceroniană și însemna acea cultură care, desăvârșind calitățile naturale ale omului, îl fac demn de acest nume. Cuvântul "Umanism" în înțelesul actual apare mult mai târziu, și anume în 1808 în scrierea lui Friedrich Immanuel Niethammer

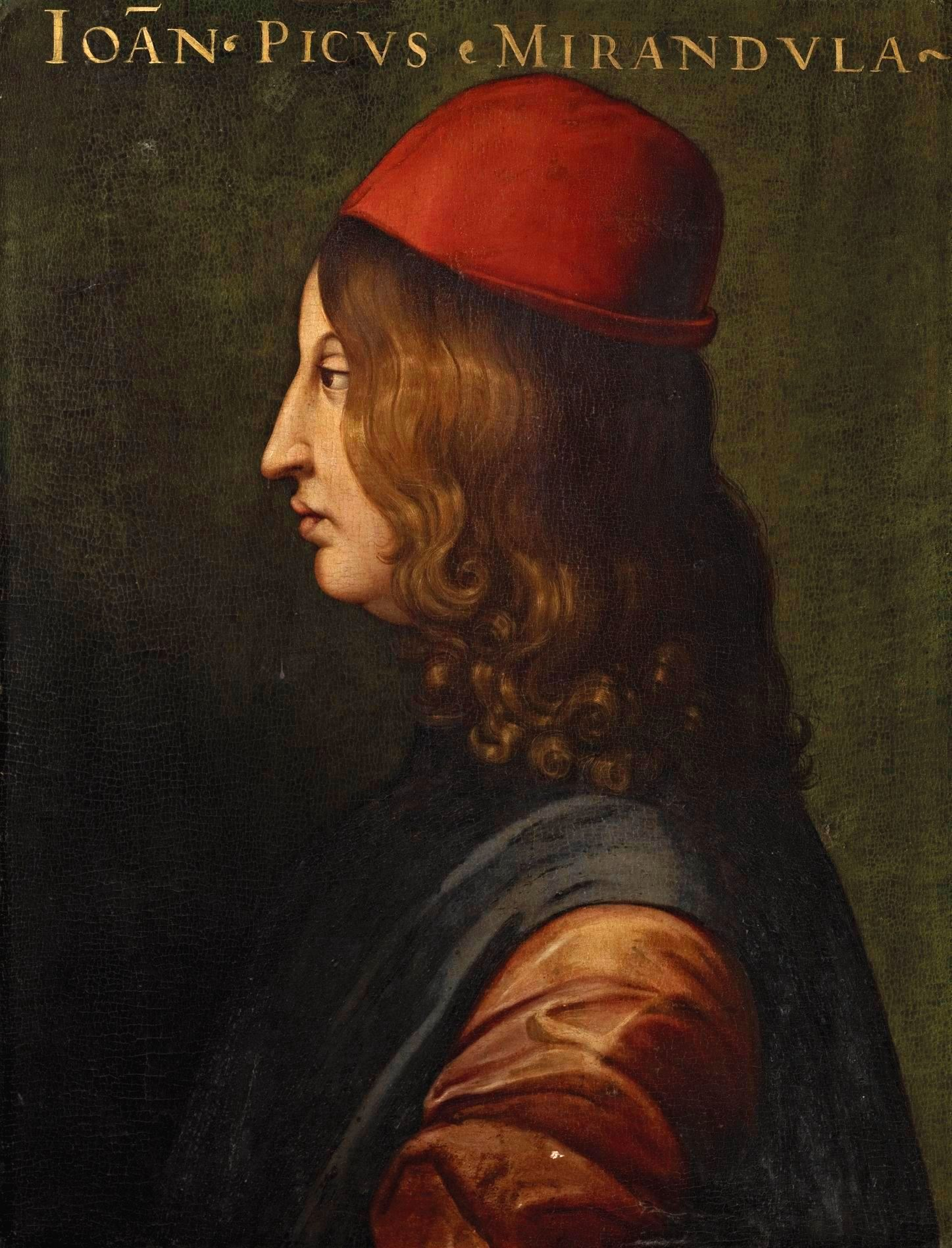
Giovanni Pico della Mirandola

### Începuturile Umanismului modern
În mod tradițional, istoricii situează începuturile umanismului modern în Italia secolului al XIV-lea, fiind legat de numele lui Francesco Petrarca și Giovanni Boccaccio. După invadarea Imperiului Bizantin de către turci, un mare număr de învățați greci se refugiază în peninsula italică, aducând cu ei manuscrise în limba lor de origine. Literații italieni, ca Guarino din Verona, Francesco Filello sau Giovanni Aurispa, învață limba greacă veche și traduc în italiană operele clasice grecești. Poezia latină a epocii romane este redescoperită grație lui Lorenzo Valla, iar Coluccio Salutati și Gian Francesco Poggio traduc în limba italiană operele scriitorilor romani.

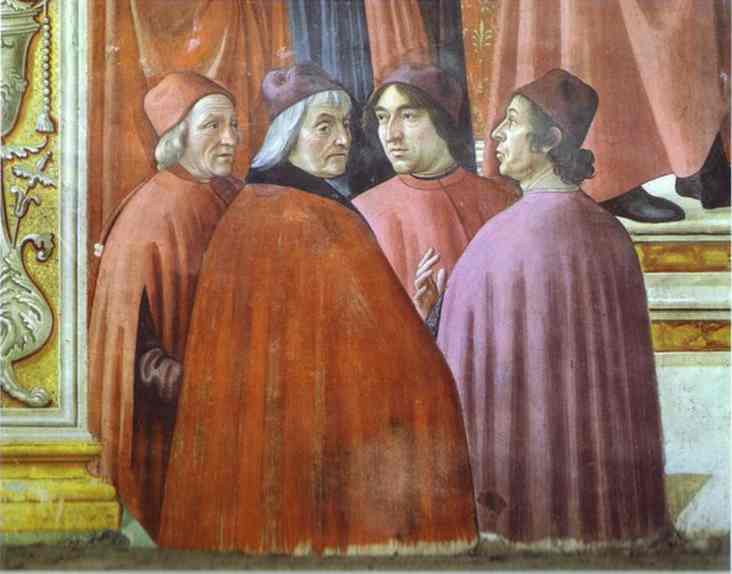
Marsilio Ficino (primul din stânga) cu Cristoforo Landino, Angelo Poliziano și Demetrios Chekondylos - Frescă de Domenico Ghirlandaio (detaliu) - Santa Maria Novella, Florența

Pico della Mirandola face parte din rândurile filozofilor și savanților umaniști, apreciați pentru erudiția lor. Difuzarea textelor este favorizată de descoperirea tiparului și perfecționarea  imprimeriilor, dar și de dezvoltarea orașelor și universităților, locul de întâlnire al învățaților. Un eveniment important îl constituie înființarea "Academiei" din Florența sub impulsul lui Cosimo de Medici, condusă de Marsilio Ficino - traducător al Dialogurilor lui   Platon -, unde se întâlnesc umaniști ca Pico della Mirandola, Pietro Bembo și Angelo Poliziano. "Academia" florentină este dedicată în primul rând filozofiei platoniciene, opunându-se scrierilor lui Aristotel introduse în Europa de Averroes și Avicenna și acceptate de Biserica Catolică. Activitatea "Academiei" a exercitat o mare influență asupra dezvoltării literaturii, picturii și arhitecturii din epoca Renașterii. Așa, de exemplu, Pirro Ligorio pictează tabloul "Alegoria Științelor". Cyriac din Ancona a fost o altă ființă umanist să-și amintească; el a fost numit "Tatăl de Arheologie"

### Răspândirea Umanismului în Europa
Umanismul se propagă în primul rând în Germania și Olanda. Ambele țări cunoscând o mare expansiune a imprimeriilor, se organizează adevărate târguri de cărți care favorizează schimburile culturale. 

### Germania

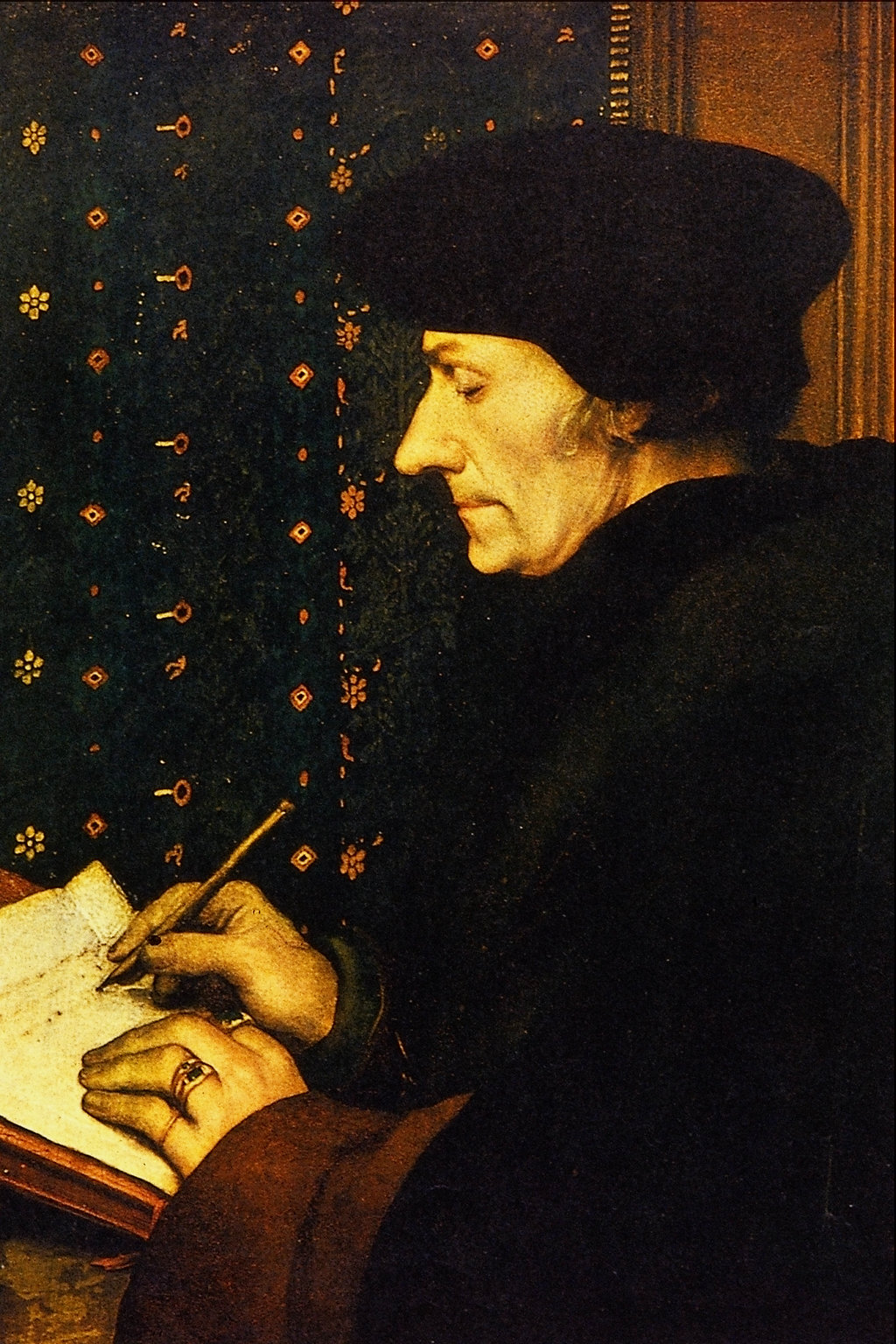
Erasmus din Rotterdam

Johannes Reuchlin se opune împăratului Maximilian I, care voia să interzică scrierile în limba ebraică, cu excepția Bibliei. Reuchlin afirmă că textele interzise fac parte din patrimoniul cultural al omenirii. În Germania, umanismul a pregătit calea Reformei lui Martin Luther. 
Discipolul său, umanistul Philipp Melanchthon, profesor de Filologie la Universitatea din Wittenberg, redactează prima formulare științifică a principiilor Reformei în lucrarea "Loci communes rerum theologicarum" (1521), iar în 1540 redactează "Confesiunea de la Augsburg". El dorea ca răspândirea Protestantismului să se realizeze cu mijloace pașnice și s-a străduit să păstreze unitatea Bisericii apusene.

### Olanda
Erasmus din Rotterdam, teolog și erudit olandez, este unul din cei mai eminenți umaniști din perioada Renașterii și Reformei din secolele al XV-lea și al XVI-lea, "primul european conștient" (Stefan Zweig). Prin poziția lui critică față de Biserica Catolică, este considerat precursor al reformei religioase, deși el însuși nu a aderat la protestantism, preconizând în mod conștient spiritul de toleranță religioasă.

### Franța

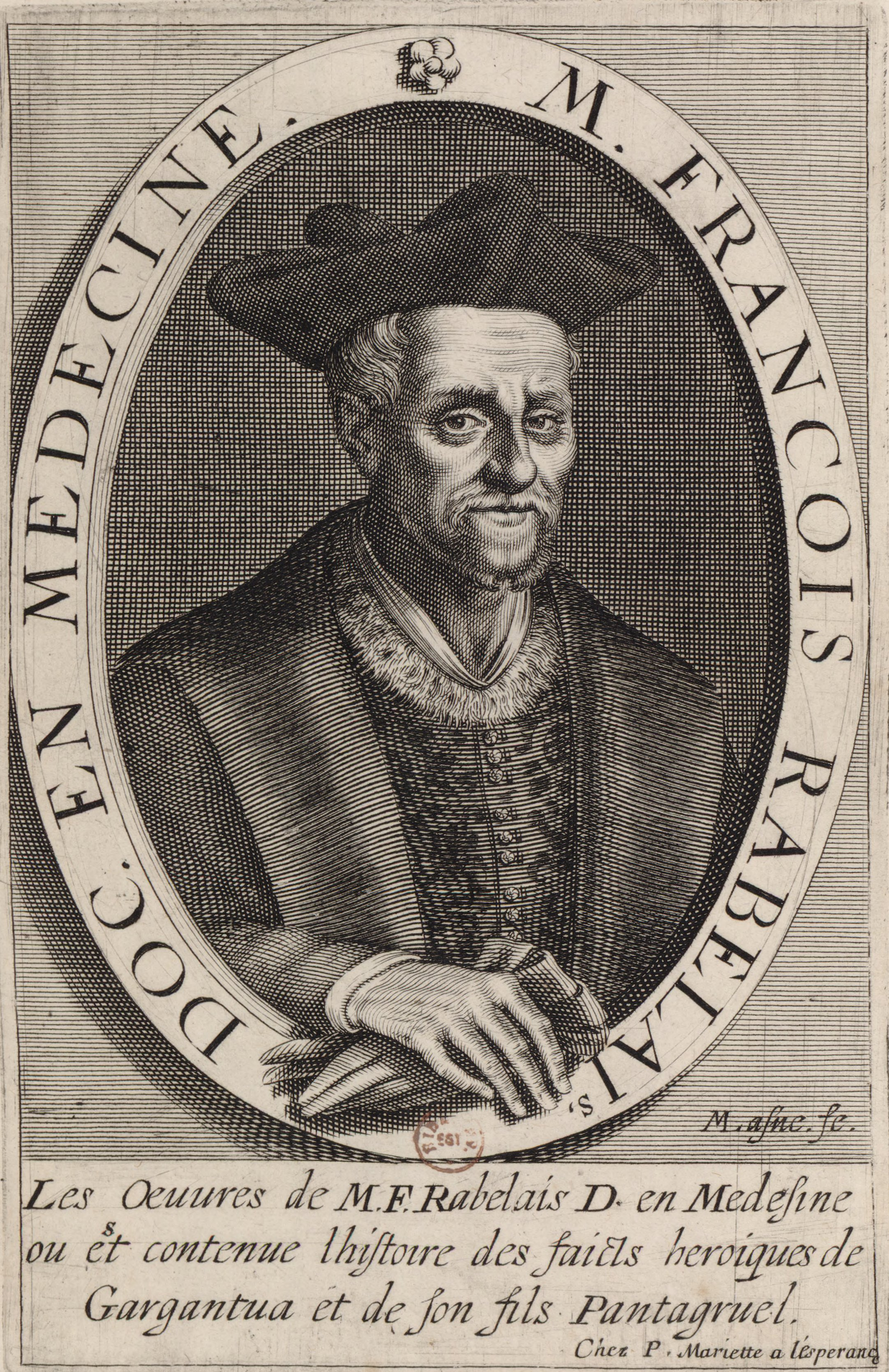
François Rabelais

În Franța, umanismul pătrunde prin învățații și artiștii italieni aflați la curtea papală din Avignon (printre aceștia Petrarca). Traduceri din Titus Livius și Aristotel circulau deja la curtea regelui Carol V le Sage. 
Războaiele lui Francisc I în Italia au contribuit la luarea de contact și cunoașterea curentelor culturale aflate acolo în plină efervescență. Francisc I creează Collège des lecteurs royaux, unde se predau limbile clasice greacă și latină, precum și ebraica de către Jacques Lefèbre d'Étaples. Etienne Dolet propagă gândirea inspirată din Platon, adaptată creștinismului, fapt care influențează poeții "Pleiadei" ca Pierre de Ronsard sau Joachim du Bellay. Montaigne susține că rațiunea permite omului să se elibereze de ideile preconcepute. François Rabelais întruchipează perfect modelul umanismului din epoca Renașterii, luptând cu entuziasm pentru reînoirea gândirii în spiritul antichității clasice, ideal filozofic al timpului său.

### Anglia

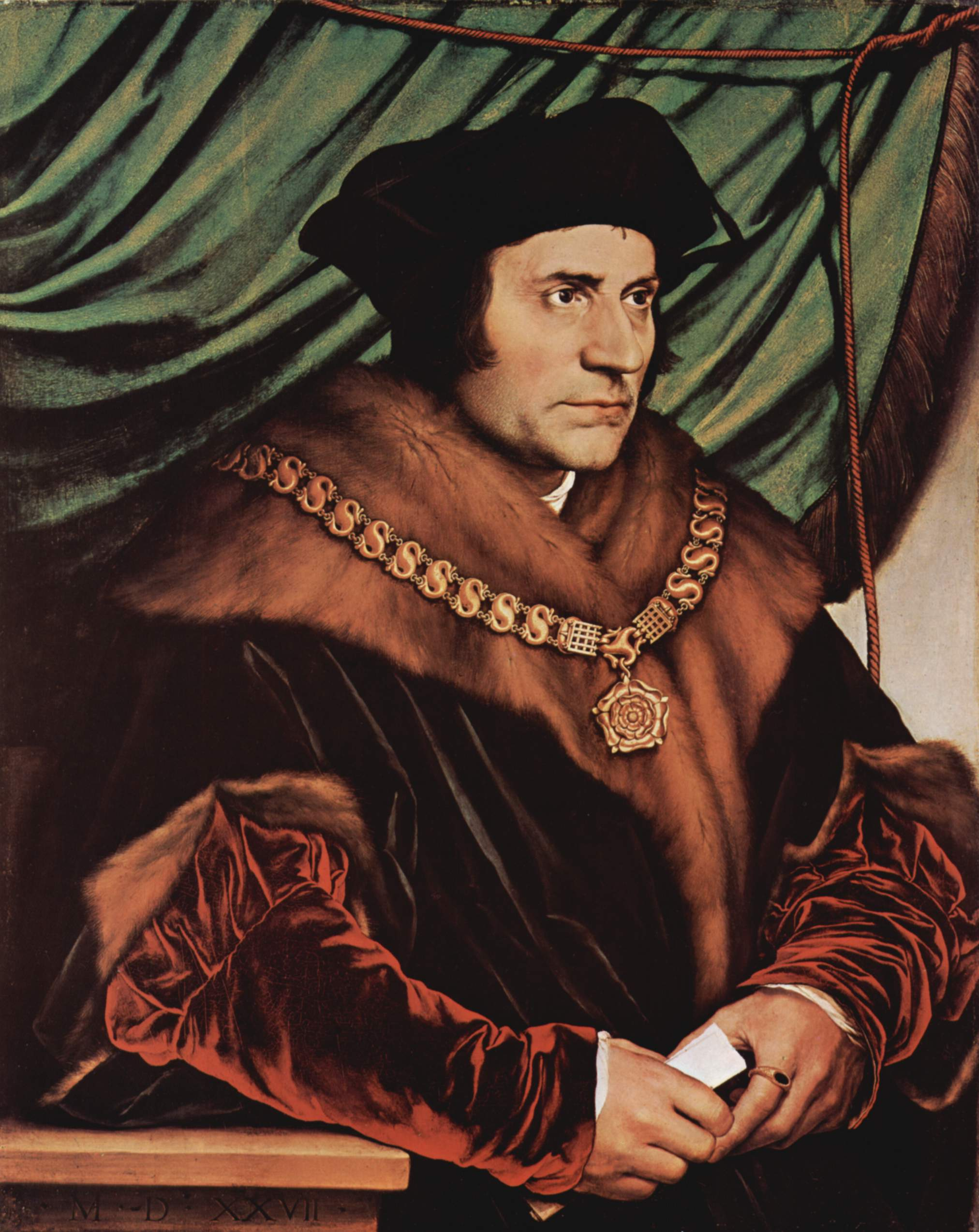
Thomas Morus

În Anglia, Thomas Morus scrie o lucrare fundamentală de istorie a ideilor politice ("Utopia", 1516), devine cancelar al regelui Henric VIII, dar - opunându-se reformei religioase a acestuia - cade în disgrație și este executat.

### Alte țări
Umanismul este prezent și în Ungaria la curtea regelui Matei Corvin, în Polonia cu Jan Kochanowski, în Spania cu cardinalul Jiménez de Cisneros, fondator al unei universități trilingue la Alcalà de Henares și editor al unei Biblii poliglote, și Juan Luis Vives, Astfel, către 1540 mișcarea umanistă cuprinde întreaga Europă apuseană, unificând în același ideal acest mod de gândire optimist, încrezător în progresul omenirii. Umanismul antrenează crearea unor noi discipline și sfere de activitate ca Geografia, Cosmologia, Filozofia politică, Teoria istoriei și implică libertatea și independența față de religie dând astfel  impuls reformei religioase. Umanismul permite eliberarea gândirii omului de cadrul îngust al dogmelor și apariția spiritului de toleranță.

## Aspecte

### Religie
Umanismul respinge în mod clar apelul la credințe supranaturale pentru soluționarea problemelor umane, dar nu și credințele însele; unele curente umaniste sunt chiar compatibile cu unele religii. El este în general compatibil cu ateismul și agnosticismul, dar acestea din urmă nu îi sunt necesare. Cuvintele "ignostic" (american) și "indiferentist" (britanic) sunt uneori aplicate umanismului pe motiv că acesta este un proces etic, nu o dogmă asupra existenței sau nu a zeilor; umaniștii pur și simplu nu au nevoie să se preocupe de asemenea probleme. Agnosticismul sau ateismul singure nu implică în mod necesar umanismul; multe filosofii diferite și uneori incompatibile se întâmplă să fie ateiste. Nu există nicio ideologie unică și niciun set de comportamente unic la care să adere toți ateii, și nu toate dintre cele proprii ateilor sunt umaniste.
Pe tărâm literar a existat în Occident un umanism creștin viguros și fructuos, începând cu Erasmus din Rotterdam și terminând cu un Georges Bernanos sau orice alt scriitor cu sensibilitate religioasă care se revendică de la umanism. 
De vreme ce umanismul include curente intelectuale trecând printr-o mare varietate de gândiri filosofice și religioase, mai multe ramuri ale umanismului îi permit să îndeplinească, suplimenteze sau suplinească rolul religiilor și în special să fie adoptat ca filosofie de viață completă. Într-un număr de țări, din motive legate de legile care acordă drepturi "religioase" specifice, filosofia de viață umanistă seculară a fost recunoscută ca "religie". În Statele Unite, Curtea Supremă a admis că umanismul este echivalent cu o religie în sensul limitat al autorizării umaniștilor să oficieze ceremonii de obicei conduse de reprezentanți ai cultelor religioase.  Departe de a "declara umanismul religie", această luare de poziție pur și simplu declară echivalența dreptului umaniștilor de a acționa în moduri de obicei specifice religiilor, cum ar fi marcarea ceremonială a momentelor importante ale vieții.
Umanismul renascentist și accentul său asupra întoarcerii la origini au contribuit la reformarea protestantă, ajutând la producerea a ceea ce protestanții consideră o traducere mai fidelă a textelor biblice.

### Cunoaștere
Conform umaniștilor, este în sarcina oamenilor să găsească adevărul, prin opoziție cu căutarea lui în revelație, misticism, tradiție sau orice altceva care e incompatibil cu aplicarea logicii asupra dovezilor observabile. Cerând ca oamenii să evite acceptarea orbească a unor opinii nesusținute, el sprijină scepticismul științific și metoda științifică, respingând autoritarismul și scepticismul extrem și făcând din credință o justificare inacceptabilă a acțiunilor. De asemenea, umanismul afirmă că o cunoaștere a binelui și răului se bazează pe cea mai bună înțelegere a propriilor interese și a celor comune ale indivizilor în loc să izvorască dintr-un adevăr transcendental sau vreo sursă arbitrar localizată.

### Speciism
Unii au interpretat umanismul ca pe o formă de speciism, care consideră oamenii mai importanți decât alte specii. Filosoful Peter Singer, el însuși umanist, afirma că "în ciuda multor excepții individuale, umaniștii în general s-au dovedit incapabili să se elibereze de una dintre cele mai centrale [...] dogme creștine: prejudecata speciismului". El a chemat umaniștii să "ia poziție împotriva [...] exploatării nemiloase a altor ființe simțitoare" și s-a legat de unele afirmații din Manifestul Umanist III despre care credea că acordă "prioritate intereselor membrilor propriei noastre specii". Cu toate acestea, el a remarcat de asemenea că același Manifest afirmă că oamenii nu au "niciun drept dumnezeiesc sau inerent de a supune alte animale" și a admis că "organizațiile care au făcut cel mai mult pentru animale au fost independente de religie".

### Optimism
Umanismul include o atitudine optimistă față de capacitățile oamenilor, dar nu implică opinia că natura umană este pur binevoitoare sau că absolut fiecare persoană e capabilă să se ridice la înălțimea idealurilor umaniste de raționalitate și moralitate. El implică nu mai mult decât recunoașterea că te ridica la înălțimea potențialului tău înseamnă multă muncă și necesită ajutorul celorlalți. Scopul suprem este prosperitatea umană; îmbunătățirea vieții tuturor oamenilor. Focalizarea este pe a face bine și a trăi bine aici și acum și a lăsa lumea mai bună pentru cei care vin după noi, nu pe a trece prin viață suferind pentru a fi răsplătiți după.

## Influențele umanismului
Umanismul influențează în mod hotărâtor viața secolului al XVI-lea. La început științele nu erau incluse și se găseau la marginea acestei mișcări. Asfel Bernard Palissy sau Ambroise Paré nu acordau atenție autorilor antici, preferând să se bazeze pe experiență și practică. Se studiau totuși scrierile lui Arhimede, iar Copernic afirmă necesitatea experienței trecutului pentru noi descoperiri.
Umanismul influența și viața politică. Umaniștii aminteau suveranilor datoriile lor față de Dumnezeu, față de supuși și față de ei înșiși (Niccolo Machiavelli: "Il Principe", 1532). Ei apelează la popor să participe la viața publică.
Educația copiilor avea obiectivul principal de a instrui copiii pentru a-i face mai umani.
În ceea ce privește literatura, umanismul pune pe primul plan teme ca natura, virtutea, gloria și iubirea.

## Definiții
În sens larg - ampla mișcare care pune în centrul lumii omul și afirmarea liberă a personalității sale.
În sens restrâns - studiul umanioarelor, adică al limbilor: latină, greacă si ebraică, al literaturilor și al filosofiei.
Un curent cultural care a aparut în Italia, în secolul al XV-lea, în strânsă legatură cu Renașterea.